# Lista de gentílicos de Minas Gerais
Esta é uma lista de gentílicos referentes aos municípios de Minas Gerais (Brasil), cujos nativos são chamados genericamente de mineiros.
A capital do estado está assinalada em negrito.
Sobre o uso dos gentílicos, convém destacar as normas ortográficas em vigor desde o Formulário Ortográfico de 1943, que diz, em seu item 42:
| “ | Os topônimos de tradição histórica secular não sofrem alteração alguma na sua grafia, quando já esteja consagrada pelo consenso diuturno dos brasileiros. Sirva de exemplo o topônimo "Bahia", que conservará esta forma quando se aplicar em referência ao Estado e à cidade que têm esse nome. Observação. - Os compostos e derivados desses topônimos obedecerão às normas gerais do vocabulário comum. | ” |

## A
- Abadia dos Dourados - abadiense
- Abaeté – abaeteense
- Abre Campo - abre-campense
- Acaiaca - acaiaquense
- Açucena - açucenense
- Água Boa - água-boense
- Água Comprida - água-compridense
- Aguanil - aguanilense
- Águas Formosas - águas-formosense
- Águas Vermelhas -  vermelhense, águas-vermelhense
- Aimorés - aimoreense
- Aiuruoca - aiuruocano, aiuruoquense
- Alagoa - alagoense
- Albertina - albertinense
- Além Paraíba -  além-paraibano, além-paraibense
- Alfenas - alfenense
- Alfredo Vasconcelos -  vasconcelense
- Almenara - almenarense
- Alpercata - alpercatense
- Alpinópolis - alpinopolense
- Alterosa - alterosense
- Alto Caparaó - alto-caparoense
- Alto Jequitibá - jequitibaense, alto-jequitibaense
- Alto Rio Doce - alto-rio-docense
- Alvarenga - alvarenguense
- Alvinópolis - alvinopolense
- Alvorada de Minas – alvoradense
- Amparo da Serra - amparo-serrano
- Andradas - andradense
- Andrelândia - andrelandense
- Angelândia - angelandense
- Antônio Carlos (Minas Gerais) - antoniocarlense
- Antônio Dias - Antônio-Diense
- Antônio Prado de Minas - Pradense-De-Minas
- Araçaí - araçaiense
- Aracitaba - aracitabense, aracitabano
- Araçuaí - araçuaiense ou araçuaiano
- Araguari - araguarino
- Arantina - arantinense
- Araponga - araponguense
- Araporã - araporense
- Arapuá - arapuense
- Araújos - araujense
- Araxá - araxaense
- Arceburgo - arceburguense
- Arcos - arcoense
- Areado - areadense
- Argirita - argiritense
- Aricanduva - aricanduvense
- Arinos - arinense
- Astolfo Dutra - astolfo-dutrense
- Ataléia - ataleiense
- Augusto de Lima - augusto-limense

## B
- Baependi - baependiano
- Baldim - baldinense
- Bambuí - bambuiense
- Bandeira - bandeirense
- Bandeira do Sul - sul-bandeirante
- Barão de Cocais - cocaiense
- Barão de Monte Alto - montealtense
- Barbacena - barbacenense
- Barra Longa - barra-longuense
- Barroso - barrosense
- Bela Vista de Minas - belavistano
- Belmiro Braga - belmirense
- Belo Horizonte – belo-horizontino, belorizontino
- Belo Oriente – belorientino
- Belo Vale – belovalense
- Berilo – berilense
- Berizal – berizalense
- Bertópolis – bertopolense
- Betim – betinense
- Bias Fortes – biasfortense
- Bicas – biquense
- Biquinhas – biquinhense
- Boa Esperança - esperancense, dorense
- Bocaina de Minas – bocainense
- Bocaiuva - bocaiuvense
- Bom Despacho - bom-despachense
- Bom Jardim de Minas - bonjardinense
- Bom Jesus da Penha - bonjesuense
- Bom Jesus do Amparo - bonjesuense
- Bom Jesus do Galho - bonjesuense
- Bom Repouso - bom-repousense
- Bom Sucesso - bom-sucessense
- Bonfim - bonfinense
- Bonfinópolis de Minas - bonfinopolitano
- Bonito de Minas - bonitense
- Borda da Mata - borda-matense
- Botelhos - botelhense
- Botumirim - botumirinense
- Brás Pires - braspirense
- Brasilândia de Minas - brasilandense
- Brasília de Minas - brasil-minense
- Brazópolis - brazopolense
- Braúnas - braunense
- Brumadinho - brumadinense
- Bueno Brandão – bueno-brandense
- Buenópolis – buenopolense
- Bugre – bugrense
- Buritis - buritisense
- Buritizeiro - buritizeirense

## C
- Cabeceira Grande - cabeceirense
- Cabo Verde - cabo-verdense
- Cachoeira Dourada - cachoeiro-douradense
- Cachoeira da Prata - cachoeirense
- Cachoeira de Minas - cachoeirense
- Cachoeira de Pajeú - cachoeirense
- Caetanópolis - caetanopolitano
- Caeté - caeteense
- Caiana - caianense
- Cajuri - cajuriense
- Caldas - caldense
- Camacho - camachense
- Camanducaia - camanducaiense
- Cambuí - cambuiense
- Cambuquira - cambuquirense
- Campanário - campanarense
- Campanha - campanhense
- Campestre - campestrense
- Campina Verde - campina-verdense
- Campo Belo - campo-belense
- Campos Gerais - campos-geraiense
- Cana Verde - cana-verdense
- Campo Azul - campoazulense
- Campo Belo - campo-belense
- Campo Florido - campo floridense
- Campo do Meio - campo-meiense
- Campos Altos - campos-altense
- Campos Gerais - campos-geraiense
- Cana Verde - canaverdense
- Canaã - canaense
- Canápolis - canapolino
- Candeias - candeense
- Cantagalo - cantagalense
- Caparaó - caparoense
- Capela Nova - capela-novense
- Capelinha - capelinhense
- Capetinga - capetinguense
- Capim Branco - capimbranquense
- Capinópolis - capinopolense
- Capitão Andrade - capitão-andradense
- Capitão Enéas - eneapolitano, capitão-eneense
- Capitólio - capitolino
- Caputira - caputirense
- Caraí - caraiense
- Caranaíba - caranaibense
- Carandaí - carandaiense
- Carangola - carangolense
- Caratinga - caratinguense
- Carbonita - carbonitense
- Careaçu - careaçuense
- Carlos Chagas - carlos-chaguense
- Carmésia - carmesiano
- Carmo da Cachoeira - cachoeirense
- Carmo da Mata - carmense
- Carmo de Minas - carmoense, carmense
- Carmo do Cajuru - cajuruense
- Carmo do Paranaíba - carmelitano, carmense
- Carmo do Rio Claro - carmelitano
- Carmópolis de Minas - carmopolitano
- Carneirinho - carneirinhense
- Carrancas - carranquense
- Carvalhópolis - carvalhopolitano
- Carvalhos - carvalhense
- Casa Grande – casa-grandense
- Cascalho Rico - cascalho-riquense
- Cássia - cassiense
- Cataguases - cataguasense
- Catas Altas da Noruega – catas-altense
- Catas Altas - catas-altense
- Catuji - catujiense
- Catuti - catutiense
- Caxambu - caxambuense
- Cedro do Abaeté - cedrense
- Central de Minas - centralense
- Centralina - centralinense
- Chácara - chacarense
- Chalé - chaleense
- Chapada Gaúcha - chapadense
- Chapada do Norte - chapadense
- Chiador - chiadorense
- Cipotânea - cipotaneano, cipotanense
- Claraval - claravalense
- Claro dos Poções - claro-pocense
- Cláudio - claudiense
- Coimbra - coimbrense
- Coluna - colunense
- Comendador Gomes - comendadorense
- Comercinho – comercinhense
- Conceição da Aparecida – aparecidense
- Conceição da Barra de Minas – concepcionense
- Conceição das Alagoas – garimpense
- Conceição das Pedras – pedrense
- Conceição de Ipanema – ipanemense
- Conceição do Mato Dentro – conceicionense
- Conceição do Pará – conceição-paraense
- Conceição do Rio Verde – conceicionense
- Conceição dos Ouros – ourense
- Cônego Marinho – cônego marinhense
- Confins - confinense
- Congonhal - congonhalense
- Congonhas do Norte - norte congonhense
- Congonhas – congonhense
- Conquista – conquistense
- Conselheiro Lafaiete – lafaietense
- Conselheiro Pena – conselheiro-penense
- Consolação - consolense
- Contagem - contagense
- Coqueiral - coqueirense
- Coração de Jesus - corjesuense
- Cordisburgo - cordisburguense
- Cordislândia - Cordislandense
- Corinto - corintiano
- Coromandel - coromandelense
- Coronel Fabriciano - fabricianense
- Coronel Murta - murtense
- Coronel Pacheco - pachequense
- Coronel Xavier Chaves – xavierense
- Córrego Danta - córrego-dantense
- Córrego Fundo - corregofundense
- Córrego Novo - córrego-novense
- Córrego do Bom Jesus - correguense
- Couto de Magalhães de Minas - couto-magalhense
- Crisólita - crisolitense
- Cristais - cristalense
- Cristália - cristalense
- Cristiano Otoni – cristianense
- Cristina – cristinense
- Crucilândia – crucilandense, crucilandês
- Cruzeiro da Fortaleza  – cruzeirense
- Cruzília - cruziliense
- Cuparaque - cuparaquense
- Curral de Dentro - curraldentense
- Curvelo - curvelano, curvelense

## D
- Datas – datense
- Delfim Moreira – delfinense
- Delfinópolis – delfinopolitano
- Delta – deltense
- Descoberto – descobertense
- Desterro de Entre Rios – desterrense
- Desterro do Melo - melense
- Diamantina - diamantinense
- Diogo de Vasconcelos – vasconcelense
- Dionísio - dionisiano
- Divinésia - divinesiano
- Divino - divinense
- Divino das Laranjeiras - divinense
- Divinolândia de Minas – divinolandense
- Divinópolis - divinopolitano
- Divisa Alegre – divisalegrense
- Divisa Nova – divisa-novense
- Divisópolis – divisopolense - divisopolitano
- Dom Bosco – dom-bosquense
- Dom Cavati – dom-cavatiano
- Dom Joaquim – dom-joaquinense
- Dom Silvério – dom-silveriense
- Dom Viçoso – dom-viçosense
- Dona Euzébia – euzebense
- Dores de Campos – dores-campista
- Dores de Guanhães – dorense
- Dores do Indaiá– dorense
- Dores do Turvo – dorense
- Doresópolis – doresopolitano
- Douradoquara – douradoquarense
- Durandé – durandeense

## E
- Elói Mendes – elói-mendense
- Engenheiro Caldas – engenheiro-caldense
- Engenheiro Navarro – navarrense
- Entre Folhas – entrefolhense
- Entre Rios de Minas – entrerriano
- Ervália – ervalense
- Esmeraldas - esmeraldense
- Espera Feliz - espera-felizense
- Espinosa - espinosense
- Espírito Santo do Dourado - douradense
- Estiva - estivense
- Estrela Dalva - estrela-dalvense
- Estrela do Indaiá - estrelense
- Estrela do Sul - estrela-sulense
- Eugenópolis - eugenopolitano
- Ewbank da Câmara - ewbanquense
- Extrema - extremense

## F
- Fama - famense
- Faria Lemos - farialemense
- Felício dos Santos - felisantense
- Felisburgo - felisburguense
- Felixlândia - felixlandense
- Fernandes Tourinho - fernandes-tourinhense
- Ferros - ferrense
- Fervedouro - fervedourense
- Florestal - florestalense
- Formiga - formiguense
- Formoso - formosense
- Fortaleza de Minas - fortalezense
- Fortuna de Minas - fortunense
- Francisco Badaró - badarosense
- Francisco Dumont - franco-dumontense
- Francisco Sá - brejeiro, franciscosaense
- Franciscópolis - franciscópolitano
- Frei Gaspar - frei-gasparense
- Frei Inocêncio - frei inocenciano
- Frei Lagonegro - frei lagonegrense
- Fronteira - fronteirense
- Fronteira dos Vales - vale fronteirense
- Fruta de Leite - fruta de leitense
- Frutal - frutalense
- Funilândia - funilandense

## G
- Galiléia - galileense
- Gameleiras - gameleirense
- Glaucilândia - glaucilandense
- Goiabeira - goiabeirense
- Goianá - goianaense
- Gonçalves - gonçalvense
- Gonzaga - gonzaguense
- Gouveia - gouveano
- Governador Valadares - valadarense
- Grão Mogol - grão-mogolense
- Grupiara - grupiarense
- Guanhães - guanhanense
- Guapé - guapeense
- Guaraciaba - guaraciabense
- Guaraciama - guaraciamense
- Guaranésia - guaranesiano
- Guarani - guaraniense
- Guarará - guararense
- Guarda-Mor - guarda-morense
- Guaxupé - guaxupeano
- Guidoval - guidovalense
- Guimarânia - guimaraniense
- Guiricema - guiricemense
- Gurinhatã - gurinhatanhense

## H
- Heliodora - heliodorense

## I
- Iapu - iapuense
- Ibertioga - ibertiogano
- Ibiá - ibiaense
- Ibiaí - ibiaiense
- Ibiracatu - ibiracatuense
- Ibiraci - ibiraciense
- Ibirité - ibiritense
- Ibitiúra de Minas - ibitiurense
- Ibituruna - ibiturunense
- Icaraí de Minas - icaraiminense
- Igarapé - igarapense
- Igaratinga - igaratinguense
- Iguatama - iguatamense
- Ijaci - ijaciense
- Ilicínea - ilicinense
- Imbé de Minas - imbeense
- Inconfidentes - inconfidentino
- Indaiabira - indaiabirense
- Indianópolis - indianopolense
- Inimutaba - inimutabense
- Ingaí - ingaiense
- Inhapim - inhapinhense
- Inhaúma - inhaumense
- Inimutaba - inimutabense
- Ipaba - ipabense
- Ipanema - ipanemense
- Ipatinga - ipatinguense
- Ipiaçu - ipiaçuense
- Ipuiuna - ipuiunense
- Iraí de Minas - iraiense
- Itabira - itabirano
- Itabirinha - itabirense
- Itabirito – itabiritense
- Itacambira - itacambirano
- Itacarambi - itacarambiense
- Itaguara – itaguarense
- Itaipé – itaipeense
- Itajubá - itajubense
- Itamarandiba - itamarandibano
- Itamarati de Minas - itamaratiense
- Itambacuri – itambacuriense
- Itambé do Mato Dentro – itambeense
- Itamogi – itamogiense
- Itamonte – itamontense
- Itanhandu – itanhanduense
- Itanhomi – itanhomiense
- Itaobim – itaobinhense
- Itapagipe – itapagipense
- Itapecerica – itapecericano
- Itapeva - itapevense
- Itatiaiuçu – itatiaiuçuense
- Itaú de Minas – itauense
- Itaúna – itaunense
- Itaverava – itaveravense
- Itinga - itinguense
- Itueta - ituetano
- Ituiutaba – ituiutabano, tejucano
- Itumirim – itumirense
- Iturama - ituramense
- Itutinga - itutinguense

## J
- Jaboticatubas - jaboticatubense
- Jacinto - jacintense
- Jacuí - jacuiense
- Jacutinga - jacutinguense
- Jaguaraçu - jaguaraçuense
- Jaíba - jaibense
- Jampruca - jampruquense
- Janaúba – janaubense
- Januária - januarense
- Japaraíba - japaraíbano
- Japonvar - japonvarense
- Jeceaba – jeceabense, jeceabano
- Jenipapo de Minas - jenipapense
- Jequeri - jequeriense
- Jequitaí - jequitaiense
- Jequitibá - jequitibaense
- Jequitinhonha - jequitinhonhense
- Jesuânia - jesuanense
- Joaíma - 	joaimense
- Joanésia - joanense
- João Monlevade - monlevadense
- João Pinheiro - pinheirense
- Joaquim Felício - joaquim-feliciano
- Jordânia - jordaniense
- José Gonçalves de Minas - 	gonçalvense
- José Raydan - raydaense
- Josenópolis - josenopolense
- Juatuba - juatubense
- Juiz de Fora – juiz-forano, juiz-de-forano, juiz-forense
- Juramente - juramentense
- Juruaia - juruaiense
- Juvenília - juveniliense

## L
- Ladainha - ladainhense
- Lagamar - lagamarense
- Lagoa da Prata - lagopratense
- Lagoa dos Patos (Minas Gerais) - lagoa-patense
- Lagoa Dourada – lagoa-douradense
- Lagoa Formosa - lagoense
- Lagoa Grande (Minas Gerais) - lagoa-grandense
- Lagoa Santa - lagoa-santense
- Lajinha - lajinhense
- Lambari – lambariense
- Lamim - laminense
- Laranjal (Minas Gerais) - laranjalense
- Lassance - lassancense
- Lavras - lavrense
- Leandro Ferreira - leandrense
- Leme do Prado - lemepradense, leme-pradense
- Leopoldina - leopoldinense
- Liberdade - libertense
- Lima Duarte - limaduartino
- Limeira do Oeste - limeirense
- Lontra - lontrense
- Luisburgo - luisburguense
- Luislândia - luislandense
- Luminárias - luminarense
- Luz - luzense

## M
- Machacalis - machacaliense
- Machado - machadense
- Madre de Deus de Minas – madre-deuense
- Malacacheta - malacachetense
- Mamonas - mamonense
- Manga - manguense
- Manhuaçu - manhuaçuense
- Manhumirim - manhumiriense
- Mantena - mantenense
- Mar de Espanha - mardespanhense
- Maravilhas - maravilhense
- Maria da Fé - mariense
- Mariana - marianense
- Marilac - marilaquense
- Mário Campos - mariocampense
- Maripá de Minas - maripaense
- Marliéria - marlierense
- Marmelópolis - marmelopolense
- Martinho Campos - martinhocampense
- Martins Soares - martinsoarense
- Mata Verde - mataverdense
- Materlândia - materlandense
- Mateus Leme - mateus-lemense
- Mathias Lobato - mathias-lobatense
- Matias Barbosa - matiense , matias-barbosense
- Matias Cardoso - matiense
- Matipó - matipoense
- Mato Verde - mato-verdense
- Matozinhos - matozinhense
- Matutina - matutinense
- Medeiros - madeirense
- Medina - medinense
- Mendes Pimentel - pimentelense
- Mercês - mercesano
- Mesquita - mesquitense
- Minas Novas - minas-novense
- Minduri - minduriense
- Mirabela - mirabelense
- Miradouro - miradourense
- Miraí - miraiense
- Miravânia - miravaniense
- Moeda - moedense
- Moema - moemense
- Monjolos - monjolense
- Monsenhor Paulo - paulense
- Montalvânia - montalvanense , cochanino
- Monte Alegre de Minas - monte-alegrense
- Monte Azul - monte-azulense
- Monte Belo - montebelense
- Monte Carmelo  - carmelitano
- Monte Formoso - monte formosense
- Monte Santo de Minas - monte-santense
- Monte Sião – monte-sionense
- Montes Claros - montes-clarense
- Montezuma – montezumense
- Morada Nova de Minas - moradense
- Morro da Garça - garcense
- Morro do Pilar - morrense
- Munhoz - munhozense
- Muriaé - muriaense
- Mutum - mutuense
- Muzambinho - muzambense

## N
- Nacip Raydan - nacipense
- Nanuque - nanuquense
- Naque - naquense
- Natalândia - natalandense
- Natércia - naterciano
- Nazareno - nazarenense
- Nepomuceno - nepomucenense
- Ninheira - ninheirense
- Nova Belém - novabelense
- Nova Era - nova-erense
- Nova Lima - nova-limense
- Nova Módica - novamodicano
- Nova Ponte - novapontense
- Nova Porteirinha - novaporteirinhense
- Nova Resende -  nova-resendense
- Nova Serrana - nova-serranense
- Nova União - nova-uniense
- Novo Cruzeiro - neocruzeirense
- Novo Oriente de Minas - novo orientense
- Novorizontino - novorizontino

## O
- Olaria - Olariense
- Olhos-d'Água - olhos-d'aguense
- Olímpio Noronha - olímpio-noronhense
- Oliveira - oliveirense
- Oliveira Fortes - oliveira-fortense
- Onça de Pitangui - oncense
- Oratórios - oratoriense
- Orizânia - orizanense
- Ouro Branco - ouro-branquense
- Ouro Fino - ourofinense
- Ouro Preto - ouro-pretano
- Ouro Verde de Minas - ouroverdense

## P
- Padre Carvalho - padre carvaliense
- Padre Paraíso - padre paraisense
- Pai Pedro - paipedrense
- Paineiras - paineirense
- Pains - painense
- Paiva - paivense
- Palma - palmense
- Palmópolis - palmopolense
- Papagaios - papagaiense
- Pará de Minas - pará-minense
- Paracatu - paracatuense, paracatulino
- Paraguaçu - paraguaçuense
- Paraisópolis - paraisopolense, paraisopolitano
- Paraopeba - paraopebense
- Passa Quatro - passa-quatrense
- Passa Tempo - passatempense
- Passa Vinte - passavintense
- Passabém - passabenense
- Passos - passense
- Patis - patisense
- Patos de Minas - patense ou patureba
- Patrocínio - patrocinense
- Patrocínio do Muriaé - patrocinense
- Paula Cândido - paula-candidense
- Paulistas - paulistano
- Pavão - Pavonense
- Peçanha - peçanhense
- Pedra Azul - pedrazulense
- Pedra Dourada - douradense
- Pedra Bonita - pedra-bonitense
- Pedra do Anta - antense
- Pedra do Indaiá - indaiaense
- Pedra Dourada - douradense
- Pedralva - pedralvense
- Pedras de Maria da Cruz - pedrense
- Pedrinópolis - pedrinopolense
- Pedro Leopoldo - pedro-leopoldense
- Pedro Teixeira - pedro-teixerense
- Pequeri - pequeriense
- Pequi - pequiense
- Perdigão - perdigonense, perdiguense
- Perdizes - perdizense
- Perdões - perdoense
- Periquito - periquitense
- Pescador - pescadorense
- Piau - piauense
- Piedade de Caratinga - piedade-caratinguense
- Piedade de Ponte Nova - piedadense
- Piedade do Rio Grande - piedense
- Piedade dos Gerais - piedadense
- Pimenta - pimentense
- Pingo-d'Água - pingodaguense
- Pintópolis - pintopolense , pintopolitano
- Piracema - piracemense
- Pirajuba - pirajubense
- Piranga - piranguense
- Piranguçu - piranguçuense
- Piranguinho - piranguinhense
- Pirapetinga - pirapetinguense
- Pirapora - piraporense
- Piraúba - piraubense, piraubano(a)
- Pitangui - pitanguiense
- Piumhi - piumhiense [2]
- Planura - planurense
- Poço Fundo - poço-fundense
- Poços de Caldas – poços-caldense
- Pocrane - pocranense
- Pompéu - pompeano
- Ponte Nova - ponte-novense
- Ponto Chique - ponto-chiquense
- Ponto dos Volantes - ponto-volantense
- Porteirinha - porteirinhense
- Porto Firme - portofirmense
- Poté - poteense
- Pouso Alegre – pouso-alegrense
- Pouso Alto – pouso-altense
- Prados - pradense
- Prata - pratense
- Pratápolis - pratapolense
- Pratinha - pratinhense
- Presidente Bernardes - bernardense
- Presidente Juscelino - juscelinense , presidente-juscilinense
- Presidente Kubitschek - kubitschekense
- Presidente Olegário - olegariense
- Prudente de Morais - prudentino

## Q
- Quartel Geral - quartelense
- Queluzito - queluzitense

## R
- Raposos - raposense
- Raul Soares - raul-soarense
- Recreio - recreense
- Reduto - Redutense
- Resende Costa - resende-costense
- Resplendor - resplendorense
- Ressaquinha - ressaquinhense
- Riachinho - riachinhense
- Riacho dos Machados - riacho machadense
- Ribeirão das Neves - nevense
- Ribeirão Vermelho - ribeirense
- Rio Acima - rioacimense
- Rio Casca - rio-casquense
- Rio do Prado - riopradense
- Rio Doce - rio-docense
- Rio Espera - rioesperense
- Rio Manso -  rio-mansense
- Rio Novo - rio-novense
- Rio Paranaíba - rio-paranaibano
- Rio Pardo de Minas - rio-pardense
- Rio Piracicaba - piracicabense
- Rio Pomba - rio-pombense
- Rio Preto - riopretano
- Rio Vermelho - rio-vermelhense
- Ritápolis - ritapolitano
- Rochedo de Minas - rochedense
- Rodeiro - rodeirense
- Romaria - romariense
- Rosário da Limeira - limeirense
- Rubelita - rubelitense
- Rubim - rubinense

## S
- Sabará - sabarense
- Sabinópolis - sabinopolense
- Sacramento - sacramentano
- Salinas - salinense
- Salto da Divisa - saltense
- Santa Bárbara - santa-barbarense
- Santa Bárbara do Leste - santabarbarense
- Santa Bárbara do Monte Verde - barbarense
- Santa Bárbara do Tugúrio - tuguriense
- Santa Cruz de Minas - santacruzense
- Santa Cruz de Salinas - santacruzense
- Santa Cruz do Escalvado - santa-cruzense
- Santa Efigênia de Minas - 	santa-efigense
- Santa Fé de Minas - santa-feense
- Santa Helena de Minas - santa-helenense
- Santa Juliana - santa-julianense
- Santa Luzia - luziense
- Santa Margarida - margaridense
- Santa Maria de Itabira - santamariense
- Santa Maria do Salto - santa-mariense
- Santa Maria do Suaçuí - santa-mariense , suaçuiense
- Santa Rita de Caldas - santa-ritense
- Santa Rita de Ibitipoca - santa-ritense
- Santa Rita de Jacutinga - santa-ritense
- Santa Rita de Minas - santa-ritense
- Santa Rita do Itueto - santaritense
- Santa Rita do Sapucaí - santa-ritense
- Santa Rosa da Serra - rosaserrense
- Santa Vitória - santa-vitoriense
- Santana da Vargem - vargense
- Santana de Cataguases - santanense
- Santana de Pirapama - pirapamense
- Santana do Deserto – santanense
- Santana do Garambéu - santanense
- Santana do Jacaré - santanense
- Santana do Manhuaçu – santanense
- Santana do Paraíso - paraisense
- Santana do Riacho - riachense
- Santana dos Montes - santanense
- Santo Antônio do Amparo – amparense
- Santo Antônio do Aventureiro – aventureirense
- Santo Antônio do Grama – gramense
- Santo Antônio do Itambé – 	itambeano
- Santo Antônio do Jacinto – santo-antoniense
- Santo Antônio do Monte - santo-antoniense
- Santo Antônio do Retiro - retirense
- Santo Antônio do Rio Abaixo - santo-antoniense
- Santo Hipólito - santo-hipolitense
- Santos Dumont - sandumonense
- São Bento Abade - são-bentense
- São Brás do Suaçuí - suaçuiense
- São Domingos das Dores - são-dominguense
- São Domingos do Prata - pratense
- São Félix de Minas - são-felense
- São Francisco - são-franciscano
- São Francisco de Paula - francisco-paulense
- São Francisco de Sales - são-francisco-salense
- São Francisco do Glória - franciscano
- São Geraldo - são-geraldense
- São Geraldo da Piedade - são-geraldense
- São Geraldo do Baixio - baixiense
- São Gonçalo do Abaeté - são-gonçalense
- São Gonçalo do Pará - sãogonçalense
- São Gonçalo do Rio Abaixo - sãogonçalense
- São Gonçalo do Rio Preto - riopretano
- São Gonçalo do Sapucaí - são-gonçalense
- São Gotardo - são-gotardense
- São João Batista do Glória - gloriense
- São João da Lagoa - lagoano
- São João da Mata – são-joanense
- São João da Ponte - pontense
- São João das Missões – missionense
- São João del-Rei – são-joanense
- São João do Manhuaçu - são-joanense
- São João do Manteninha - manteniense , são-joanense
- São João do Oriente - orientense
- São João do Pacuí - pacuiense
- São João do Paraíso - paraisense
- São João Evangelista - peçanhense
- São João Nepomuceno - são-joanense
- São Joaquim de Bicas - são-joaquim-biquense
- São José da Barra - barrense
- São José da Lapa - lapense
- São José da Safira - safirense
- São José da Varginha - varginense-de-são-josé
- São José do Alegre - alegrense
- São José do Divino - divinense
- São José do Goiabal - goiabalense
- São José do Jacuri - jacuriense
- São José do Mantimento - mantimentense
- São Lourenço - são-lourenciano
- São Miguel do Anta - sãomiguelense
- São Pedro da União - sampetrense
- São Pedro do Suaçuí - são pedrense
- São Pedro dos Ferros - ferrense
- São Romão - são-romanense
- São Roque de Minas - sanroquense
- São Sebastião da Bela Vista - bela-vistense
- São Sebastião da Vargem Alegre - vargem-alegrense
- São Sebastião do Anta - antense
- São Sebastião do Maranhão - maranhense
- São Sebastião do Oeste - oestiano
- São Sebastião do Paraíso - paraisense
- São Sebastião do Rio Preto - são-sebastianense
- São Sebastião do Rio Verde - rioverdense
- São Tomé das Letras - são-tomeense
- São Tiago - são-tiaguense
- São Tomás de Aquino - aquinense
- São Vicente de Minas - vicenciano
- Sapucaí Mirim - sapucaiense
- Sardoá - sardoense
- Sarzedo - sarzedense
- Sem-Peixe - sem-peixeano
- Senador Amaral - amaralense
- Senador Cortes - senadorcortense
- Senador Firmino - firminense, senadorense
- Senador José Bento - senabentense
- Senador Modestino Gonçalves - modestinense
- Senhora de Oliveira - oliveirense
- Senhora do Porto - portuense
- Senhora dos Remédios - remediense
- Sericita - sericitense
- Seritinga - seritinguense
- Serra Azul de Minas - serrazulense
- Serra da Saudade - serrano-saudalense
- Serra do Salitre - serralitrense
- Serra dos Aimorés - serrense
- Serrania - serraniense
- Serranópolis de Minas - serranopolitano de minas
- Serranos - serranense
- Serro - serrano
- Sete Lagoas - sete-lagoano
- Setubinha - setubinhense
- Silverânia - silveiraniense
- Silvianópolis - silvianopolense
- Simão Pereira - simonense
- Simonésia - simonesiense
- Sobrália - Sobraliense
- Soledade de Minas - soledadense

## T
- Tabuleiro - tabuleirense
- Taiobeiras - taiobeirense
- Taparuba - taparubense
- Tapira - tapirense
- Tapiraí - tapiraiense
- Taquaraçu de Minas - taquaraçuense
- Tarumirim - tarumirinense
- Teixeiras - teixeirense
- Teófilo Otoni - teófilo-otonense
- Timóteo - timotense
- Tiradentes - tiradentino
- Tiros - tirense
- Tocantins - tocantinense
- Tocos do Moji - tocosmojiense
- Toledo - toledense
- Tombos - tombense
- Três Corações – tricordiano
- Três Marias - trimariense
- Três Pontas - três-pontano
- Tumiritinga - tumiritinguense
- Tupaciguara - tupaciguarense
- Turmalina - turmalinense
- Turvolândia - turvolandense

## U
- Ubá - ubaense
- Ubaí - unaiense
- Ubaporanga - ubaporanguense
- Uberaba – uberabense
- Uberlândia – uberlandense
- Umburatiba - umburatibense
- Unaí - unaiense
- União de Minas - uniense
- Uruana de Minas - uruanense
- Urucânia - urucaniense
- Urucuia - urucuiano

## V
- Vargem Alegre - vargem-alegrense
- Vargem Bonita - vargeano
- Vargem Grande do Rio Pardo - vargengrandense
- Varginha - varginhense
- Varjão de Minas - varjonense
- Várzea da Palma - várzea-palmense ou varziano
- Varzelândia - varzelandense
- Vazante - vazantino
- Verdelândia - verdelandense
- Veredinha - veredinhense
- Veríssimo - verissimense
- Vermelho Novo - vermelhense
- Vespasiano - vespasianense
- Viçosa - viçosense
- Vieiras - vieirense
- Virgem da Lapa - virgolapense
- Virgínia - virginense
- Virginópolis - virginopolitano
- Virgolândia - virgolandense
- Visconde do Rio Branco - rio-branquense
- Volta Grande - voltagrandense

## W
- Wenceslau Braz - wenceslauense [1]